# 揑兀魯思
揑兀魯思（Nawrūz；？—1297年8月13日），又作涅孚鲁思、尼佛鲁慈，13世紀伊兒汗國權臣，他是阿兒渾阿加之子。他是穆斯林，被拉班·扫马和雅巴拉哈三世形容為景教的兇猛敵人。
他辅佐伊儿汗阿鲁浑的长子合赞，驻守呼罗珊。娶伊儿汗阿八哈的女儿秃坚术。1289年，丞相不花被阿鲁浑所杀，他怕被怀疑同谋，于是举兵反叛，进攻克失甫河的合赞大营。在1289-90年，他進行反伊兒汗阿魯渾的叛亂，但被打敗，逃亡到河中海押立加入海都集團。后来又率军三万侵扰呼罗珊。
在1295年，拜都杀死伊儿汗海合都，他听从妻子秃坚术的建议，归附合赞。合贊在揑兀鲁思幫助下從拜都手中奪得大櫂，並接受伊斯蘭教。合赞任命他为大将军。当时他居功自傲，又和合赞矛盾尖锐。但在1297年5月，揑兀鲁思和他的支持者被指叛亂，家属被合赞杀害，他在呼罗珊举兵再反，合贊指揮呼羅珊地區的軍隊攻打揑兀鲁思，在內沙布爾附近打敗了他。揑兀鲁思逃到赫拉特的卡爾提德王朝避難，但國王法克爾·丁把他执送至忽都鲁沙的大营，交回合贊，他在8月13日被處決。